# Haftbefehle gegen Netanjahu und Galant
Die Haftbefehle gegen Benjamin Netanjahu und Joaw Galant wurden am 21. November 2024  vom Internationalen Strafgerichtshof (IStGH) erlassen. Sie werden für das Kriegsverbrechen des Aushungerns als Methode der Kriegsführung sowie für die Verbrechen gegen die Menschlichkeit in Form von Mord, Verfolgung und anderen unmenschlichen Taten während des Kriegs in Israel und Gaza seit 2023 verantwortlich gemacht. Der Haftbefehl gegen Netanjahu ist der erste wegen Kriegsverbrechen gegen den Führer eines vom Westen unterstützten demokratischen Landes.
125 IStGH-Mitgliedstaaten, darunter Frankreich, das Vereinigte Königreich oder auch Deutschland, sind verpflichtet, Netanjahu und Galant zu verhaften, wenn sie ihr Territorium betreten. Der IStGH erließ auch einen Haftbefehl gegen den Militärkommandeur der Hamas, Mohammed Deif, der am 13. Juli 2024 bei einem israelischen Luftangriff getötet wurde, dessen Tod jedoch zu diesem Zeitpunkt noch nicht bestätigt war. Im Januar 2025 bestätigte die Hamas den Tod Deifs, im Zuge dessen der IStGH den Haftbefehl gegen ihn aufhob.

## Hintergrund

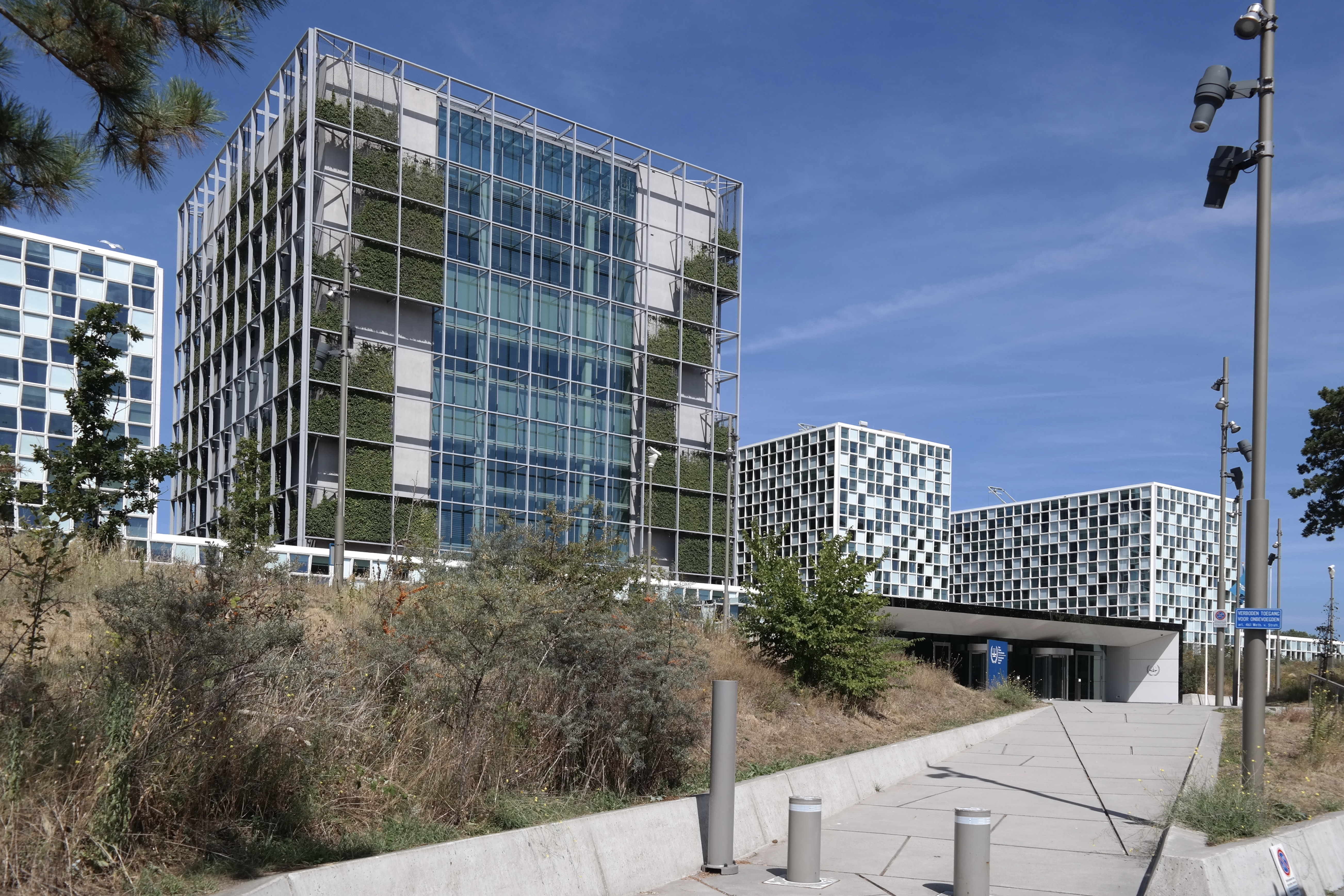
Die Räumlichkeiten des Internationalen Strafgerichtshofs in Den Haag, Niederlande

Der IStGH wurde 2002 gegründet, um Kriegsverbrechen, Verbrechen gegen die Menschlichkeit, Völkermord und Aggressionsverbrechen zu verfolgen, wenn die Mitgliedstaaten dazu nicht bereit oder in der Lage sind. Er kann auch Verbrechen verfolgen, die von Staatsangehörigen oder auf dem Territorium eines seiner 124 Mitgliedstaaten begangen wurden. Derzeit untersucht er auch Verbrechen, die in der Ukraine, Uganda und anderen Ländern begangen wurden. Die palästinensischen Gebiete wurden 2015 als Mitgliedstaat aufgenommen, was die Ermittlungen ermöglicht, obwohl Israel kein Mitglied ist und die Gerichtsbarkeit des IStGH nicht anerkennt.
Im Gegensatz zum Internationalen Gerichtshof (IGH), der für Klagen gegen Staaten zuständig ist, besteht die Aufgabe des IStGH darin, die strafrechtliche Verantwortlichkeit von Einzelpersonen festzustellen.
Alle Mitgliedstaaten des IStGH sind durch ihre Zustimmung zur Gründungssatzung des Gerichtshofs verpflichtet, jede Person, gegen die ein Haftbefehl des IStGH vorliegt, festzunehmen und auszuliefern, wenn sie in ihrem Hoheitsgebiet identifiziert wird. Der Gerichtshof hat jedoch keine Möglichkeit, eine Festnahme durchzusetzen, verfügt über keine Polizeikräfte und kann lediglich potenziell Sanktionen gegen einen nicht kooperativen Mitgliedstaat verhängen.
Am 20. Dezember 2019 kündigte die IStGH-Anklägerin Fatou Bensouda eine Untersuchung von Kriegsverbrechen an, die mutmaßlich seit dem 13. Juni 2014 von Angehörigen der israelischen Verteidigungsstreitkräfte, der Hamas und anderer bewaffneter palästinensischer Gruppen in Palästina begangen wurden. Im Jahr 2024 berichtete die britische Zeitung The Guardian, dass Israel seine Geheimdienste seit 2015 dazu genutzt hätte, hochrangige IStGH-Mitarbeiter zu überwachen, unter Druck zu setzen und angeblich auch zu bedrohen. Der Bericht basierte auf Recherchen, die der Guardian in Zusammenarbeit mit den israelischen Magazinen +972 und Local Call durchgeführt hatte.

### Gaza-Krieg
Am 12. Oktober 2023 erklärte der Chefankläger des IStGH, Karim Khan, dass sowohl von Palästinensern auf israelischem Gebiet als auch von Israelis auf palästinensischem Gebiet begangene Kriegsverbrechen in den Zuständigkeitsbereich des IStGH fielen. Südafrika reichte am 29. Dezember 2023 Klage gegen Israel in einem separaten Verfahren beim IGH ein und behauptete, Israels Verhalten käme einem Völkermord gleich.
Ende April 2024 befragten Mitarbeiter des IStGH palästinensisches Krankenhauspersonal aus dem Gazastreifen zu möglichen Kriegsverbrechen.

## Haftbefehle
Am 20. Mai 2024 kündigte Karim Khan an, dass er Haftbefehle gegen die Hamas-Führer Yahya Sinwar, Mohammed Deif und Ismail Haniyeh sowie gegen den israelischen Premierminister Benjamin Netanjahu und den damaligen Verteidigungsminister Joaw Galant beantragen werde.
Dabei ließ sich Khan von einem achtköpfigen Expertengremium beraten. Mitglieder dieses Gremiums waren der frühere IStGH-Richter Adrian Fulford, der frühere Präsident des IStGHJ Theodor Meron, die Juristen Amal Clooney, Danny Friedman, Helena Kennedy, Elizabeth Wilmshurst und die beiden Rechtsprofessoren Marko Milanovic und Sandesh Sivakumaran. Das Gremium verfasste abschließend einen Bericht, der die Entscheidung zur Beantragung der Haftbefehle unterstützte.
Der Antrag auf einen Haftbefehl gegen Haniyeh wurde nach seiner Ermordung am 31. Juli 2024 zurückgezogen, und der Antrag auf einen Haftbefehl gegen Sinwar wurde nach seiner Tötung am 16. Oktober 2024 zurückgezogen. Der Staatsanwalt erklärte, er versuche, die mutmaßliche Tötung von Deif am 13. Juli 2024 zu bestätigen. In diesem Fall würde der Haftbefehlsantrag zurückgezogen.
Am 21. November 2024 erließen die Richter der vorläufigen Kammer I des IStGH, Vorsitzender Nicolas Guillou, Reine Alapini-Gansou und Beti Hohler auf Antrag des Chefanklägers Khan Haftbefehle im Zusammenhang mit „den Aktivitäten israelischer Regierungsstellen und Streitkräften gegen die Zivilbevölkerung in Palästina, insbesondere gegen Zivilisten im Gazastreifen“ gegen Benjamin Netanjahu, Joaw Galant und Mohammed Deif.
Die Vorverfahrenskammer I stellte fest, dass sie hinreichende Gründe dafür sehe, dass Netanjahu und Galant vom 8. Oktober 2023 bis mindestens 20. Mai 2024 die strafrechtliche Verantwortung trügen „als Mittäter für die gemeinsame Begehung der folgenden Taten: das Kriegsverbrechen des Aushungerns als Methode der Kriegsführung; und die Verbrechen gegen die Menschlichkeit des Mordes, der Verfolgung und anderer unmenschlicher Handlungen“ sowie „als zivile Vorgesetzte für das Kriegsverbrechen des vorsätzlichen Angriffs auf die Zivilbevölkerung“. Deif trage die direkte und kommandierende Verantwortung „für die Verbrechen gegen die Menschlichkeit des Mordes, der Ausrottung, der Folter und der Vergewaltigung und anderer Formen sexueller Gewalt sowie für die Kriegsverbrechen des Mordes, der grausamen Behandlung, der Folter, der Geiselnahme, der Verletzung der persönlichen Würde sowie der Vergewaltigung und anderer Formen sexueller Gewalt“. Sie sah hinreichende Gründe dafür, dass „die Verbrechen gegen die Menschlichkeit Teil eines umfassenden und systematischen Angriffs der Hamas und anderer bewaffneter Gruppen auf die Zivilbevölkerung Israels waren“.
Im Juli 2025 lehnten die Richter des IStGH den Antrag Israels ab, die Haftbefehle gegen Premierminister Benjamin Netanjahu und den ehemaligen Verteidigungsminister Yoav Gallant zurückzuziehen. Israel hatte argumentiert, dass die Zuständigkeit des Gerichts nicht gegeben sei, und verwies auf eine Entscheidung der Berufungskammer vom April 2025, die eine Überprüfung der Zuständigkeit durch die Vorverfahrenskammer anordnete. Die Richter wiesen diese Argumentation zurück und erklärten, dass die Haftbefehle bis zu einer endgültigen Entscheidung über die Zuständigkeit bestehen bleiben. Zudem wurde Israels Antrag auf Aussetzung der umfassenderen Ermittlungen zu mutmaßlichen Verbrechen in den palästinensischen Gebieten ebenfalls abgelehnt.

### Hunger als Kriegswaffe
Einer der Hauptvorwürfe war der „Einsatz von Hunger als Kriegswaffe“. Der Einsatz von Hunger als Kriegswaffe ist von den Vereinten Nationen verboten. Seitdem wurde er sowohl im Gazastreifen als auch im Sudan eingesetzt. Mitte 2023 warfen deutsche Regierungsvertreter Russland ebenfalls vor, Hunger als Waffe einzusetzen. Anfang Oktober 2023, kurz nach den Angriffen der Hamas auf Israel, die den Krieg auslösten, hielt Joaw Galant eine öffentliche Rede: „Es wird keinen Strom, keine Nahrung, keinen Treibstoff mehr geben … Wir kämpfen gegen menschliche Tiere und werden uns entsprechend verhalten.“ Einige Wochen vor der Ausstellung der Haftbefehle gab es auch Berichte über Plünderungen in von der IDF kontrollierten Gebieten.

## Mögliche Vollstreckung der Haftbefehle

### Spekulationen um einen Besuch in Polen im Januar 2025
Im Dezember 2024 und Januar 2025 diskutierten polnische Politiker die Möglichkeit, dass Netanjahu am 27. Januar, dem 80. Jahrestag der Befreiung des Konzentrationslagers Auschwitz in Polen, der Vertragsstaat des Römischen Statuts ist, besuchen könnte. Am 5. Dezember 2024 erklärte der stellvertretende Außenminister Andrzej Szejna in einer Sitzung des Auswärtigen Ausschusses des Sejm, Polen sei verpflichtet, mit dem IStGH zusammenzuarbeiten. Er erklärte, Staatsoberhäupter hätten vor dem IStGH keine Immunität. Am 9. Januar 2025 bat der polnische Präsident Andrzej Duda die Regierung unter Donald Tusk, Netanjahu vor einer Verhaftung zu schützen, sollte er an den Gedenkfeiern zum Jahrestag teilnehmen. Am selben Tag veröffentlichte die Regierung eine Resolution, in der sie erklärte, sie werde „den höchsten Repräsentanten Israels die freie und sichere Teilnahme an der Zeremonie garantieren“ (polnisch: zapewni wolny i bezpieczny dostęp i udział w tych obchodach najwyższym przedstawicielom Państwa Izrael). OKO.press kommentierte, Netanjahu werde in der Regierungsresolution nicht explizit genannt. Premierminister Donald Tusk erläuterte gegenüber den Medien seine Interpretation der Resolution, wonach kein israelischer Repräsentant, der den Besuch abstattete – sei es der „Premierminister“ oder ein anderer Politiker – festgenommen werde.
Ein Sprecher des IStGH antwortete mit der Erklärung, dass die Umsetzung von IStGH-Entscheidungen für die Vertragsstaaten sowohl gegenüber dem IStGH als auch gegenüber anderen Vertragsstaaten verpflichtend sei. Der Sprecher erklärte, dass Staaten, die hinsichtlich ihrer Verpflichtungen besorgt seien, den IStGH konsultieren könnten, es ihnen jedoch nicht gestattet sei, einseitig über die Gültigkeit der rechtlichen Entscheidungen des IStGH zu entscheiden. Die Rechtswissenschaftler Karolina Wierczyńska, Piotr Hofmański und Omer Bartov erklärten, dass Netanjahu verhaftet werden müsse, wenn er Polen besuche. Der Sejm-Abgeordnete Tomasz Trela erklärte, dass Netanjahu „sofort“ verhaftet werden müsse, sobald er die polnische Grenze überschreite. Nach polnischem Recht ist das Römische Statut eine Verpflichtung aus einem internationalen Vertrag mit Rechtsrang vor einem Kabinettsbeschluss. Das Verfahren für einen flüchtigen IStGH-Angehörigen ist in Kapitel 66e des polnischen Strafprozessrechts festgelegt, das mit dem polnischen Strafgesetzbuch verbunden ist. Laut der Rechtswissenschaftlerin Hanna Kuczyńska müsste der Justizminister, wenn ein IStGH-Flüchtling am internationalen Flughafen Krakau in Polen ankäme, einen Staatsanwalt ersuchen, die Festnahme der Person durch die Polizei und ihre Überstellung vor das Krakauer Bezirksgericht anzuordnen, das über die Überstellung des Flüchtigen nach Den Haag entscheiden würde. Die Entscheidung des Bezirksgerichts wäre stark durch das Römische Statut eingeschränkt.
Das Internationale Zentrum für Gerechtigkeit für Palästinenser schrieb an die polnischen Behörden, dass es „sofortige und energische rechtliche Schritte vor polnischen Gerichten einleiten“ werde, falls die polnischen rechtlichen Verpflichtungen aus dem Römischen Statut nicht eingehalten würden. Es erklärte, dass „jeder Versuch der Exekutive, Gerichtsverfahren vorzubeugen oder zu behindern, einen schwerwiegenden Verstoß gegen die Rechtsstaatlichkeit [polnischen] Rechts darstellen würde“.

### April 2025 Besuch in Ungarn
Netanjahu traf am 3. April 2025 in Ungarn ein. Der ungarische Ministerpräsident Viktor Orbán hatte Netanjahu kurz nach Erlass des Haftbefehls nach Ungarn eingeladen und erklärt, dieser habe in Ungarn „keine Wirkung“. Vor dem Besuch erklärte Amnesty International, die ungarischen Behörden seien verpflichtet, Netanjahu festzunehmen und dem IStGH zu überstellen, falls er seinen Besuch wahrnehmen sollte. Die Hind Rajab Foundation (HRF) erklärte, sie werde eine einstweilige Verfügung fordern, um Netanjahu daran zu hindern, den Luftraum europäischer Vertragsstaaten des Römischen Statuts zu durchfliegen, und sie koordiniere sich mit Rechtsteams, damit gegen Netanjahu ein Festnahmeverfahren eingeleitet werden könne, falls er in diesen Staaten lande oder sie durchreise. Die HRF erklärte, sie werde den Generalstaatsanwalt Ungarns ersuchen, ein Festnahmeverfahren gegen Netanjahu gemäß den ungarischen Strafvorschriften einzuleiten, die die ungarischen Behörden verpflichten, vom IStGH zur Festnahme ausgeschriebene Personen dem IStGH zu überstellen.
Während Netanjahus Besuch kündigte Orbán den Austritt Ungarns aus dem Römischen Statut an. Gemäß dem Römischen Statut müsste Ungarn den UN-Generalsekretär formal darüber informieren. Der Austritt würde ein Jahr später wirksam werden. Ungarns Verpflichtung, Netanjahu zu verhaften, blieb von Orbáns Ankündigung unberührt.
Am 3. April wies das International Centre for Justice for Palestinians (ICJP) darauf hin, dass die ungarischen Behörden gemäß Artikel 86 des Römischen Statuts, das Ungarn zur Zusammenarbeit mit dem IStGH verpflichte, verpflichtet sei, Netanjahu zu verhaften.

## Analysen und Kommentare
Der Völkerrechtsprofessor Eliav Lieblich von der Universität Tel Aviv bezeichnete die Entscheidung als „die dramatischste juristische Entwicklung in der Geschichte Israels“. Er verwies darauf, dass alle 124 Vertragsstaaten des Römischen Statuts, darunter „die meisten der engsten Verbündeten Israels“, gesetzlich verpflichtet seien, Netanjahu und Galant zu verhaften, wenn sie sich in ihrem Hoheitsgebiet aufhielten. Die Völkerrechtsprofessoren Matthias Goldmann und Kai Ambos erklärten gegenüber dem Tagesspiegel, Deutschland sei gesetzlich verpflichtet, die Haftbefehle zu vollstrecken.
Der US-amerikanische Rechtsanwalt Alan Dershowitz erklärte, die Rechtsstaatlichkeit sei durch die Entscheidung des IStGH „in Ungnade gefallen“. Er verurteilte die „falschen Anschuldigungen“ und kündigte seine Absicht an, ein Team prominenter Anwälte zusammenzustellen, um die israelischen Politiker in Den Haag zu verteidigen. Der kanadische Menschenrechtsaktivist und ehemalige Justizminister Irwin Cotler kritisierte den IStGH-Ankläger Karim Khan für dessen Vorgehen gegenüber israelischen Politikern. Er behauptete, Khan habe gegen die Grundsätze der Zusammenarbeit und Komplementarität verstoßen, indem er Haftbefehle gegen sie erließ und gegenüber dem venezolanischen Präsidenten Nicolás Maduro nachsichtig war.
In der FAZ resümierte Alexander Haneke im Mai 2025, dass sich über den Haftbefehl zunächst – als sich die Vorwürfe auf den Beginn dies Krieges bezogen – mit guten Argumenten habe streiten lassen. Doch mit der weiteren Eskalation und der „fast vollständigen Abriegelung des Gazastreifens“ gebe Netanjahu „selbst die besten Argumente“ für den Haftbefehl. Recht und Gesetz ignoriere er.

## Reaktionen

### Regierungen

#### Inländisch
- Hamas: Basem Naim, Mitglied des Hamas-Politbüros, begrüßte die Entscheidung des IStGH, Haftbefehle gegen Netanjahu und Galant zu erlassen, als „wichtigen Schritt in Richtung Gerechtigkeit“ und forderte den IStGH auf, seinen Zuständigkeitsbereich auf weitere israelische Amtsträger auszuweiten.[6] Den Haftbefehl gegen Mohammed Deif erwähnte die Hamas nicht.[6][57]
- Israel: Das Büro des israelischen Premierministers bezeichnete die Haftbefehle des IStGH gegen Netanjahu als „antisemitisch“ und verglich sie mit der Dreyfus-Affäre.[58] Außenminister Israel Katz behauptete, der IStGH habe seine Legitimität verloren. Der Vorsitzende des Knesset-Ausschusses für Auswärtige Angelegenheiten und Verteidigung, Yuli Edelstein, sagte, es handele sich um eine „beschämende Entscheidung eines politischen Gremiums, das von islamistischen Interessen gefangen gehalten wird.“[57] Der israelische Oppositionsführer Yair Lapid verurteilte die Entscheidung des IStGH.[6]
- Palästinensische Autonomiebehörde: Die Palästinensische Autonomiebehörde lobte die Entscheidung des IStGH und erklärte, sie stelle „Hoffnung und Vertrauen in das Völkerrecht und seine Institutionen sowie in die Bedeutung von Gerechtigkeit, Rechenschaftspflicht und der Verfolgung von Kriegsverbrechern wieder her“.[59]

Nach israelischen Vorwürfen hinsichtlich der Neutralität von Richterin Beti Hohler antwortete der IStGH, Hohler sei während ihrer Zeit bei der Anklagebehörde nicht an Ermittlungen zu Palästina beteiligt gewesen. Hohler fügte hinzu, sie habe „keinen Zugriff auf Dokumente, Beweise oder geheime Akten zu diesem Fall gehabt“.

#### International
- Europäische Union: Der EU-Außenbeauftragte Josep Borrell forderte alle EU-Mitgliedstaaten auf, die Entscheidung des IStGH zu respektieren und umzusetzen. Er argumentierte, die Entscheidung des IStGH sei nicht politisch motiviert.[61]
- Algerien: Das Außenministerium gab eine Erklärung in Bezug auf die Israelis heraus, in der es hieß: „Diese Aktion, die Algerien seit langem durch Präsident Abdelmadjid Tebboune befürwortet, stellt einen bedeutenden Schritt zur Beendigung der jahrzehntelangen Straflosigkeit dar.“[62]
- Argentinien: Präsident Javier Milei erklärte, Argentinien sei mit der Entscheidung des IStGH zutiefst uneinig und der Haftbefehl ignoriere Israels legitimes Recht auf Selbstverteidigung.[61]
- Australien: Außenministerin Penny Wong erklärte in einem X-Post, dass die australische Regierung „die Unabhängigkeit des IStGH und seine wichtige Rolle bei der Wahrung des Völkerrechts respektiere“.[63]
- Österreich: Der damalige Außenminister Alexander Schallenberg bezeichnete den Haftbefehl des IStGH als „unverständlich und absurd“. Schallenbergs Büro erkannte jedoch auch an, dass Österreich als Vertragsstaat des Römischen Statuts verpflichtet sei, die Haftbefehle des IStGH umzusetzen.[61]
- Belgien: Das Außenministerium erklärte, es unterstütze das Völkerrecht voll und ganz und werde dem Haftbefehl Folge leisten.[64]
- Bolivien: Außenministerin Celinda Sosa erklärte, Bolivien begrüße die Entscheidung, die sie als „einen weiteren zwingenden Beweis für den Völkermord am palästinensischen Volk“ bezeichnete.[65]
- Bulgarien: Das Außenministerium unterstrich zwar die „Unabhängigkeit, Integrität und Objektivität“ des IStGH, argumentierte jedoch, dass in den Haftbefehlen nicht zwischen Israel und der Hamas unterschieden werde.[66]
- Kanada: Premierminister Justin Trudeau erklärte, Kanada werde sich an das Völkerrecht halten.[61]
- Chile: In einer Erklärung schrieb das Außenministerium, es unterstütze die Arbeit des IStGH und hoffe, dass alle Staaten „bei seinen Ermittlungen und Entscheidungen kooperieren“ würden. Gleichzeitig forderte es alle Konfliktparteien auf, „den schweren Verletzungen des humanitären Völkerrechts und der Menschenrechte ein Ende zu setzen“.[67]
- Kolumbien: Präsident Gustavo Petro schrieb, das Urteil sei „logisch“ und müsse „befolgt werden“, und bezeichnete Netanjahu als „Völkermörder“.[68] Er erklärte außerdem, sollte US-Präsident Joe Biden den Befehl ignorieren, würde dies „die Welt in die Barbarei führen“, und forderte die westeuropäischen Staats- und Regierungschefs auf, dem Befehl Folge zu leisten.[69]
- Tschechien: Ministerpräsident Petr Fiala bezeichnete den Befehl als „bedauerlich“ und sagte, er untergrabe die Autorität des IStGH in anderen Fällen. Außenministeriumssprecher Daniel Drake erklärte, das Land befolge seine internationalen Verpflichtungen und werde dies auch weiterhin tun. Über die Vollstreckung der Haftbefehle würden die tschechischen Justizbehörden entscheiden.[70]
- Dänemark: Außenminister Lars Løkke Rasmussen erklärte gegenüber den Medien, Dänemark sei ein „entschiedener Unterstützer“ des IStGH und seiner Unabhängigkeit und werde seinen völkerrechtlichen Verpflichtungen „selbstverständlich“ nachkommen.[71]
- Ägypten: Außenminister Badr Abdelatty betonte die Notwendigkeit, Entscheidungen internationaler Gremien zu respektieren, einschließlich des Haftbefehls des IStGH gegen Netanjahu und Galant.[72]
- Estland: Außenminister Margus Tsahkna erkannte die Haftbefehle und Estlands Verpflichtungen als Vertragsstaat des IStGH an, äußerte jedoch auch Skepsis, ob der Haftbefehl zu einem „dauerhaften Frieden im Nahen Osten“ beitragen würde.[73]
- Finnland: Außenministerin Elina Valtonen erklärte, Finnland unterstütze die Arbeit des Internationalen Strafgerichtshofs und verteidige „ein System, das auf den Grundprinzipien des Völkerrechts aufbaut, sich an das Völkerrecht hält und internationale Gerichte unterstützt.“[74]
- Frankreich: Außenminister Christophe Lemoine erklärte, Frankreich werde „im Einklang mit den Bestimmungen des IStGH“ handeln, wollte sich jedoch nicht dazu äußern, ob Netanjahu verhaftet werden würde, wenn er nach Frankreich einreist, da dies „rechtlich komplex“ sei.[61] Außenminister Jean-Noël Barrot bestätigte später offenbar, dass die gesuchten Personen verhaftet würden, wenn sie französischen Boden betreten würden. Auf eine direkte Frage antwortete er: „Frankreich wird stets das Völkerrecht anwenden.“[75] Am 27. November veröffentlichte das französische Außenministerium eine Erklärung, in der es hieß, israelische Politiker könnten durch Immunitätsregeln geschützt sein, die für Staaten gelten, die nicht Vertragsparteien des IStGH sind.[76][77]
- Deutschland: Die Bundesrepublik Deutschland arbeitet nach dem Gesetz über die Zusammenarbeit mit dem Internationalen Strafgerichtshof und dem Römischen Statut mit dem Internationalen Strafgerichtshof zusammen.[78][79] Ein Regierungssprecher der seinerzeitigen Bundesregierung erklärte, Deutschland werde die Haftbefehle gegen Netanjahu und Galant sorgfältig prüfen, weitere Schritte aber erst nach einem Besuch der beiden in Deutschland einleiten. Der Sprecher sagte weiter, Deutschland sei einer der größten Unterstützer des IStGH, erinnerte aber auch an die engen Beziehungen zwischen Deutschland und Israel.[61] Die damalige Außenministerin Annalena Baerbock erklärt: „Die Bundesregierung hält sich an Recht und Gesetz, weil niemand über dem Gesetz steht“.[80] Weiterhin betont sie die Unabhängigkeit der Justiz: „Es gilt die Unabhängigkeit der Justiz, die in diesem Fall zu dem Schluss gekommen ist, dass es hinreichend Indizien für sie gibt, diesen Schritt jetzt zu unternehmen.“[81]
- Schweiz: Laut Bundesrat sei die Schweiz „als Mitglied des Römer Statuts […] grundsätzlich verpflichtet, Haftbefehle des IStGH zu vollstrecken“. Es wäre die Aufgabe des Bundesamts für Justiz, „über die Zulässigkeit und die Modalitäten der Zusammenarbeit mit dem IStGH zu entscheiden“. Auf Antrag des Eidgenössischen Justiz- und Polizeidepartements entscheidet der Bundesrat über Fragen der Immunität.[82]